# Libnotes unistriolata
Libnotes unistriolata är en tvåvingeart som först beskrevs av Alexander 1931.  Libnotes unistriolata ingår i släktet Libnotes och familjen småharkrankar. Inga underarter finns listade i Catalogue of Life.